# 肯德拉帕拉
肯德拉帕拉（Kendrapara），是印度奥里萨邦Kendrapara县的一个城镇。总人口41404（2001年）。

## 人口
该地2001年总人口41404人，其中男性21528人，女性19876人；0—6岁人口4896人，其中男2479人，女2417人；识字率74.45%，其中男性为80.04%，女性为68.41%。